# Still Got the Blues
Still Got the Blues (с англ. — «По-прежнему тоскую») — восьмой студийный альбом североирландского гитариста и певца Гэри Мура, изданный в 1990 году. Альбом ознаменовал собой существенное изменение стиля для Мура, который до этого альбома был преимущественно известен своими работами в стиле хард-рок с Thin Lizzy, G-Force, Грегом Лейком и во время своей обширной сольной карьеры, а также своей джаз-фьюжн-работой с Colosseum II. Как свидетельствует название, Still Got The Blues демонстрирует приверженность Мура к электрическому блюзу.
Заглавный трек был выпущен как сингл и достиг № 97 в Billboard Hot 100 16 февраля 1991 года. На сегодняшний день это единственный сингл Мура, который попал в данный чарт.
16 февраля 1991 года альбом занял 83-е место в Billboard 200, а в ноябре 1995 года был сертифицирован RIAA как золотой. Это был самый успешный альбом Гэри Мура как по продажам, так и по позициям в чартах в США.

## Список композиций
1. «Moving On» (Мур) — 2:38
2. «Oh Pretty Woman» (Вильямс) — 4:24
3. «Walking by Myself» (Гуляю сам по себе) (Лэйн) — 2:55
4. «Still Got the Blues» (Всё ещё грущу) (Мур) — 6:08
5. «Texas Strut» (Мур) — 4:50
6. «Too Tired» (Бихари, Дэвис, Ватсон) — 2:49
7. «King of the Blues» (Мур) — 4:34
8. «As the Years Go Passing By» (Мэлоун) — 7:42
9. «Midnight Blues» (Мур) — 4:57
10. «That Kind of Woman» (Харрисон) — 4:28
11. «All Your Love» (Раш) — 3:39
12. «Stop Messin’ Around» (Грин) — 3:52

## Участники записи
- Гэри Мур — гитара, вокал
- Дон Эйри — орган, клавишные
- Стюарт Брукс — труба
- Альберт Коллинз — гитара
- Роберт Дейсли — бас-гитара
- Рауль д'Оливьера — труба
- Брайан Дауни — ударные
- Мартин Дровер — труба
- Энди Гамильтон — саксофон
- Джордж Харрисон — гитара, вокал
- Ники Хопкинс — клавишные
- Альберт Кинг — гитара
- Фрэнк Мид — саксофон
- Ник Пейн — саксофон
- Ник Пентелоу — саксофон
- Энди Пайл — бас-гитара
- Грэхем Уолкер — ударные
- Мик Уивер — пианино
- Гэвин Райт — струнные инструменты